# 커낼 스트리트역 (IND 8번로선)
커낼 스트리트(Canal Street, 구 커낼 스트리트-홀랜드 터널) 역은 뉴욕 지하철의 IND 8번로 선에 속한 급행역이다. 로어맨해튼의 커낼가(Canal Street)와 6번로(Sixth Avenue)의 교차로에 자리 잡고 있으며, 전시간 A 열차와 E 열차가 운행하고, C 열차는 심야를 제외한 전시간에 운행한다.

## 역사
이 역은 1932년 9월 10일 첫 번째 시영 지하철 노선인 IND 6번로 선이 개통됨에 따라 개장했다. 이 날짜에 챔버스 스트리트 북쪽에서 207번가까지 열렸다. 전체 노선의 건설 비용은 $191,200,000이다. 이 역의 운행은 급행 운행과 함께 제공된다.
1953년 2월 17일, 교통위원회는 역의 응급 상황에 대비하여 통행인들이 경찰에 알릴수 있게 역 양쪽 끝에 두 개의 장치를 설치했다. 이 장치는 1,100 달러에 달하며, "Call-a-Cop"이라고 불렸다. 역 역무원실에서 역무원은 경종을 울리며 6번로 선의 커낼 스트리트, 워커 스트리트 역에서 빨간색 경고등을 켜고 가볍게 발판으로 누를수 있다. 경고 표시등은 지하철 입구에 위치한 8피트 높이의 금속 막대 꼭대기에 놓여있었다. 이 장치는 이곳 시범 운영이 성공적이면 다른 역에도 설치될 예정이었다.

## 역 구조
| G        | 거리층                                 | 출구 |
| M        | 대합실                                 | 운임 구역, 역 직원실                                                                                                  |
| P 승강장 | 북행 완행                              | ← 자메이카 센터-퍼슨스/아처 방면 (스프링 스트리트)                                                                    |
| P 승강장 | 섬식 승강장, 왼쪽,오른쪽 출입문이 열림 | |
| P 승강장 | 북행 급행                              | ← 207번가 방면 (웨스트 4번가-워싱턴 스퀘어(야간 제외 전시간), 스프링 스트리트(심야)) ← 168번가 방면 (스프링 스트리트) |
| P 승강장 | 남행 급행                              | → 레퍼츠 블러바드 또는 파 락어웨이(야간 제외 전시간), 락어웨이 파크(퇴근 시간대) 방면 (챔버스 스트리트) →             |
| P 승강장 | 섬식 승강장, 왼쪽,오른쪽 출입문이 열림 | |
| P 승강장 | 남행 완행                              | → 유클리드 애비뉴 방면, ( 파 락어웨이 방면(심야)) (챔버스 스트리트) → → 세계 무역 센터 방면 (시종착역) →              |

이 역에는 길이가 약 660 피트 (200 m) 인 4선 2면의 섬식 승강장으로 이루어졌다. 급행 열차가 완행 선로 또는 완행 열차와 교차하여 급행 열차를 횡단할 수 있게하는 두 개의 다이아몬드 크로싱이 있다. 하나는 다운타운(남행) 열차의 역 남쪽에 위치하고, 다른 하나는 업타운(북행) 열차의 역 북쪽에 있다. 이것은 어느 방향으로든 열차의 병목이 될 수 있다. 승강장은 상쇄(offset)되어 있고 신호탑은 남행 승강장의 남쪽 끝에 있다.
이 지하철역은 소호와 트라이베카의 경계 내에서 같은 이름의 거리에 있다. 3개의 다른 소공원(세인트존스 공원, 두안 공원, 카발라 공원)의 한 블록 내에 자리 잡고있는 이 역은 트라이베카 북부 역사적 지구(Tribeca North Historic District) 외곽의 홀랜드 터널 입구에서 한 블록 떨어져 있다. 주변 지역의 대부분은 역사적인 다락방 건축으로 특징 지어진다.

### 선로 구조
이 역의 남쪽에 있는 선로는 두 층으로 나뉘는 입체 교차 방식이다. 이것은 IND 세컨드 시스템(IND Second System)의 일환으로 워스가 아래 제안된 노선과의 미래 교차로 건설을 고려한 것이다. 제안된 경로는 워스가(Worth Street)와 이스트브로드웨이(East Broadway) 아래에서 운행되었으며, 이스트 강을 건너 브루클린으로 연결되었다. 이 제안된 경로의 벨마우스는 세계 무역 센터 역 방면의 E 열차에서 볼 수 있다. 개찰구가 있는 터널 벽 옆에는 "Worth St."라는 단어가 쓰여있다.

### 출구

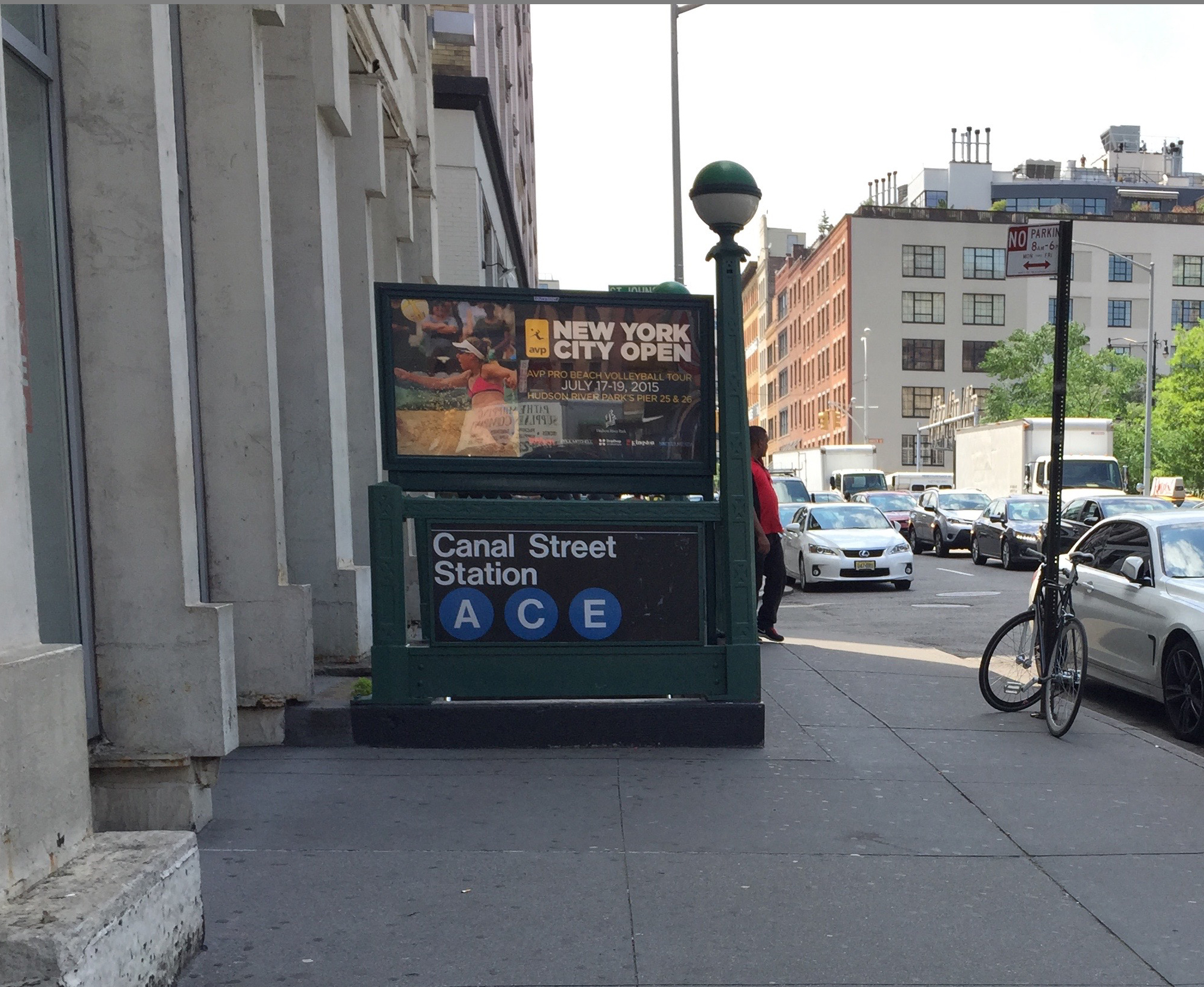
레이트가 계단

커낼 스트리트 역에는 5개의 출구가 있다. 6번로와 커낼가의 북동쪽 구석에는, 역의 이름을 딴 커낼가의 출구가 한 개만 있다. 역의 북부 구역으로 이어지는 다른 출구는 6번로와 세인트존스 레인(St. Johns Lane) 사이의 레이트가(Laight Street) 남쪽으로 이어진다. 역 중앙에는 6번로 및 웨스트브로드웨이(West Broadway)의 북서쪽 및 북동쪽 구석에 출구가 있다. 역 남쪽 끝에는 두 개의 출구가 있다. 한 출구는 6번로 및 워커가(Walker Street)의 북동쪽 코너로 이어지고 다른 출구는 AT&T 빌딩으로 이어진다.